# Borsányi György (történész)
Borsányi György (Mende, 1931. szeptember 11. – Budapest, 1997. október 3.) magyar történész.

## Élete
Apja Borsányi Miklós adóügyi jegyző, majd az Országos Mentőszolgálat csoportvezetője, anyja Sugár Erzsébet közért elárusító.
Iskoláit Mendén, majd Szegeden végezte. A német megszállást követően a nagykátai, majd a monori gettóba hurcolták, ahonnét megszökött és Mendén bujkált. A második világháború után 1950-ben a budapesti Petőfi Sándor Gimnáziumban érettségizett. 1954-ben végzett az Eötvös Loránd Tudományegyetem Lenin Intézet Marxizmus-Leninizmus Szakán, az Esze Tamás Népi Kollégium tagjaként.
1954–1956 között a JATE BTK Marxizmus-Leninizmus Tanszék tanársegéde. A forradalom idején tagja volt annak a fegyveres csoportnak, amelyet a szegedi városi pártbizottság hozott létre a helyi pártház védelmére. 1956–1957-ben a Belügyminisztérium Forradalmi Karhatalmi Ezredében rendőr hadnagyi rangban szolgált. 1957-ben A KISZ Országos Központjának munkatársa. 1957-1958-ban a moszkvai Komszomol Főiskola hallgatója. 1958–1960 között a KISZ Központi Iskola Marxizmus Tanszékének tanára volt.
1960–1968 között az Magyar Szocialista Munkáspárt KB Párttörténeti Intézetének tudományos munkatársa, majd 1968-1989 között főmunkatársa. 1989-től haláláig a Politikatörténeti Intézet tudományos főmunkatársa és tanácsadója. 1969-től a történelemtudományok kandidátusa, 1991-től doktora.
1986-tól a bécsi Institute of European Studies vendégprofesszora, 1991-től a BKE egyetemi tanára.
Elsősorban 20. századi magyar és nemzetközi munkásmozgalom-történettel foglalkozott. Kun Béla életrajzának első, tudományos igényű feldolgozója. Műve miatt Kun Béla unokája, Kun Miklós Kádár Jánoshoz írott levélben tiltakozott, emiatt azt végül az árusításból visszavonták és a maradék példányokat bezúzták, de a kötet addigra gyakorlatilag már elkelt. Borsányi doktori értekezésként csak 1990-ben nyújthatta be azt. Későbbi írásaiban kísérletet tett a Horthy-korszak komplex gazdaság-, politika- és kultúrtörténeti elemzésére, újszerű megközelítésben elemezte az 1918–1919-es polgári demokratikus forradalmat.
Felesége 1954-től Widder Éva, a Magyar Vöröskereszt Országos Központjának előadója, lányuk Katalin.

## Díjai, elismerései
- 1958 Munkás-paraszt Hatalomért emlékérem
- 1966 Munka Érdemrend ezüst
- 1978 Munka Érdemrend arany

## Művei
- 1960 Ésszel és szívvel a szellemi sötétség ellen. Budapest. (tsz. Görög Tibor)
- 1962 Adalékok a Kommunisták Magyarországi Pártjának szervezeti fejlődéséhez 1928–1932. Párttörténeti Közlemények.
- 1964 A Kommunisták Magyarországi Pártja a munkanélküliek követeléseiért. Párttörténeti Közlemények.
- 1965 A magyar és nemzetközi munkásmozgalom története. MLEE-tankönyv. Budapest.
- 1966 Az MSZDP politikájáról. 1929–1933. Párttörténeti Közlemények.
- 1968 Az MSZDP 1932. ápr. 7.-i akciója. Párttörténeti Közlemények.
- 1968 Fürst Sándor emlékezete. Vasi Szemle. (tsz. Fürst Zoltán, Vinkovits János)
- 1968/ 1974 Kommunista szervezkedés a gazdasági világválság és a fasizmus előretörése idején 1929–1935. In: Legyőzhetetlen erő. A magyar kommunista mozgalom szervezeti fejlődésének 50 éve. Tanulmányok. Szerk. Erényi Tibor. Budapest.
- 1969 Adalékok a munkásosztály szervezettségének alakulásához a két világháború között. Tanulmányok a magyarországi szakszervezeti mozgalom történetéről. Budapest.
- 1970 A magyar kommunista mozgalom szociális összetételének kérdéséhez a két világháború közötti években. Tájékoztató.
- 1971 „Munkát! Kenyeret!” A proletariátus tömegmozgalmai Magyarországon a gazdasági válság éveiben. 1929–1933. Budapest.
- 1974/ 1978 Kun Béla. Kismonográfia. Budapest.
- 1975 Kun Béla 1928-as bécsi letartóztatása. Párttörténeti Közlemények.
- 1975 Some Problems of the Policy of the Social Democratic Party of Hungary in the Period between the Two World Wars 1919–1939. In: Studies on the History of the Hungarian Working Class Movement 1897–1966. Budapest.
- 1976 Kun Béla és a Kommunista Internacionálé népfrontpolitikája. Politikai Főiskola Közleményei.
- 1976 A Magyarországi Földmunkások Országos Szövetsége és az ellenforradalmi rendszer 1920–1935. In: A munkásság falusi osztaga. Budapest.
- 1977 Az emigráció első éve. Fejezetek Kun Béla életéből. Valóság.
- 1977 The Great Depression and the Original Working Class in Hungary 1929–1933. In: Studies on the History of the Hungarian Trade-Union Movement. Szerk. Kabos Ernő és Zsilák András. Budapest.
- 1977 Kun Béla-problémák. Kritika.
- 1978 Az 1928-as németországi választás. In: Évkönyv a nemzetközi munkásmozgalom történetéből.
- 1979 Memoár, forrásérték, kritika. Társadalmi Szemle.
- 1979 A Magyarországi Vörös Segély. História.
- 1979/ 1990 Kun Béla. Politikai életrajz. Budapest.
- 1981 Fejezetek a magyarországi munkásmozgalom történetéből 1867–1920. Budapest. (tsz. Kende János)
- 1982 Georgi Dimitrov születésének centenáriumára. Társadalmi Szemle.
- 1982/ 1988 Magyarországi munkásmozgalom. 1867–1980. Budapest. (tsz. Kende János).
- 1983 Hitler hatalomra jutása és a nemzetközi munkásmozgalom. Társadalmi Szemle.
- 1983 Ezernyolcszáz kartoték a budapesti baloldalról. Valóság.
- 1983 D. Z. Manuilszkij. In: Évkönyv a nemzetközi munkásmozgalom történetéből.
- 1985 A munkásosztály kapitalizmus kori története kutatásának néhány módszertani kérdéséről. In: Munkásosztályunk fejlődése 1945-ig.  Szerk. Sipos Levente. Győr.
- 1985 The Labour Movement and the Jewish Question in Hungary. 1880–1944. In: Études historiques hongroises, 1985. Szerk. Glatz Ferenc és Pamlényi Ervin. Budapest.
- 1985 A Kommunisták Magyarországi Pártja és a VII. Kongresszus. In: A Kommunista Internacionálé VII. Kongresszusa. Szerk. Harsányi Iván, Jemnitz János és Székely Gábor. Budapest.
- 1985 Az értelmiség helye a magyar társadalomban. Társadalmi Szemle.
- 1986 Válságévek krónikája. 1929–1933. Az 1929–1933-as nagy gazdasági világválság hatása Magyarországon. Népszerű történelem.
- 1987 Az értelmiség helye a magyar társadalomban. In: Egy letűnt korszakról 1919–1945. Szerk. Sánta Ilona. Budapest.
- 1988 Októbertől márciusig. Polgári demokrácia. Magyarországon, 1918. Népszerű történelem.
- 1988 Béla Kun and His Views on Strategy and Defense. In: Revolutions and Interventions in Hungary and Its Neighbour States. Atlantic Studies. New Jersey.
- 1989 Georgi Dimitrov és a magyar munkásmozgalom. In: Bulgária 681–1981. Tanulmányok. Szerk. Niederhauser Emil és Palotás Emil. Budapest.
- 1989 A budapesti munkások választási magatartása 1922–1945. Valóság.
- 1989 A moszkvai emigráció. História.
- 1991 Történelem. IV. 1944–1990. Tankönyv a középfokú iskolák számára. Budapest.
- 1992 Munkásmozgalom, nemzet, demokrácia. Budapest.
- 1992/1993/1998/2004 Történelem. IV. 1914–1990. Tankönyv a középfokú iskolák számára. Budapest. (tsz. Benkes Mihály, Kende János)
- 1992 Zsidók a munkásmozgalomban. Világosság.
- 1993 The Life of a Communist Revolutionary, Béla Kun. East European Monographs. Boulder–Highland Lakes–New York.
- 1994 Válság és választás. 1931. In: Parlamenti képviselőválasztások 1920–1990. Tanulmányok. Magyarország választási atlasza. Budapest.
- 1994 Péter György az illegális kommunista mozgalomban. In: Egy reformközgazdász emlékére. A Péter György Tudományos Ülésszak előadásai. Budapest.
- 1995 Zsidók a nemzetközi kommunista mozgalomban. Szombat.
- 1995 Gondolatok a Kommunisták Magyarországi Pártja történetéről 1918–1944. Múltunk.

### Szerkesztései
- 1962 Új dokumentumok Sallai Imre és Fürst Sándor mártírhaláláról. Párttörténeti Közlemények.
- 1964 Dokumentumok a magyar forradalmi munkásmozgalom történetéből II. 1929–1935. Összeáll. Friss Istvánnéval. Budapest.
- 1966 Száz esztendő harcai. Olvasmányok a bőripari dolgozók mozgalmainak történetéből. Összeáll. Székely Ernővel. Budapest.
- 1967 Páter Zadravecz titkos naplója. Budapest.
- 1977 Hernádi Gyula: Vörös rekviem. Grunwalsky Ferenc filmje, szerk. Vásárhelyi Miklós.
- 1979/1984 Kun Béla: Szocialista forradalom Magyarországon. Sajtó alá rend. Vass Henrikkel. Budapest/ Peking.
- 1987 Normai Ernő: Beatrice egyik apródja. Visszaemlékezés. Sajtó alá rend. Budapest.
- 1989 „Nem diadal, de legenda…” Emlékezés 1918–1919-re. Budapest.